# Ынтымак (айылный аймак Исхак-Полотхан)
Ынтымак (кирг. Ынтымак) — село в Кадамжайском районе Баткенской области Кыргызстана. Входит в состав айылного аймака Исхак-Полотхан.

## География
Село расположено в восточной части области, вблизи государственной границы с Узбекистаном, на расстоянии приблизительно 14 километров (по прямой) к северо-западу от города Кадамжай, административного центра района. Абсолютная высота — 721 метр над уровнем моря.

## Население
Согласно оценочным данным Национального статистического комитета Кыргызской Республики, численность населения села на начало 2023 года составляла 1320 человек.
| год     | 2009 | 2014 | 2015 | 2020 | 2021 | 2023 |
| ------- | ---- | ---- | ---- | ---- | ---- | ---- |
| человек | 1039 | 1238 | 1189 | 1238 | 1255 | 1320 |